# Het Conclaaf
Het Conclaaf is een vierdelige reeks praatprogramma's van productiehuis Bargoens die in 2024 door de Vlaamse televisiezender VTM uitgezonden werd naar aanleiding van de verkiezingen in België op 9 juni 2024. Het programma scoorde goed in de kijkcijfers en werd ook in het buitenland met belangstelling gevolgd.

## Concept
In de reeks brengt Eric Goens zeven Vlaamse politieke kopstukken een weekend lang samen om te debatteren over het imago, de gezondheid en de reputatie van de politiek. De kopstukken zijn Bart De Wever (N-VA), Alexander De Croo (Open VLD) en zijn vervanger Tom Ongena (Open VLD), Petra De Sutter (Groen), Sammy Mahdi (CD&V), Tom Van Grieken (Vlaams Belang), Raoul Hedebouw (PVDA) en Conner Rousseau (Vooruit).
De opnames vonden plaats in het Kasteel Jemeppe in het Waalse Hargimont in het weekend van 13 april 2024. In de eerste aflevering werd onthuld dat er ook Waalse politieke kopstukken uitgenodigd waren maar dat zij verkozen om niet deel te nemen aan het programma.

## Afleveringen
| Afl. | Datum       | Kijkcijfers (live+7) |
| ---- | ----------- | -------------------- |
| 1    | 16 mei 2024 | 663.983              |
| 2    | 23 mei 2024 | 744.009              |
| 3    | 30 mei 2024 | 691.872              |
| 4    | 6 juni 2024 | 591.652              |

## Het Conclaaf Extra
In de online reeks Het Conclaaf Extra, die te bekijken is op VTM GO, neemt Eric Goens de biecht af van de kopstukken.